# سايكويست

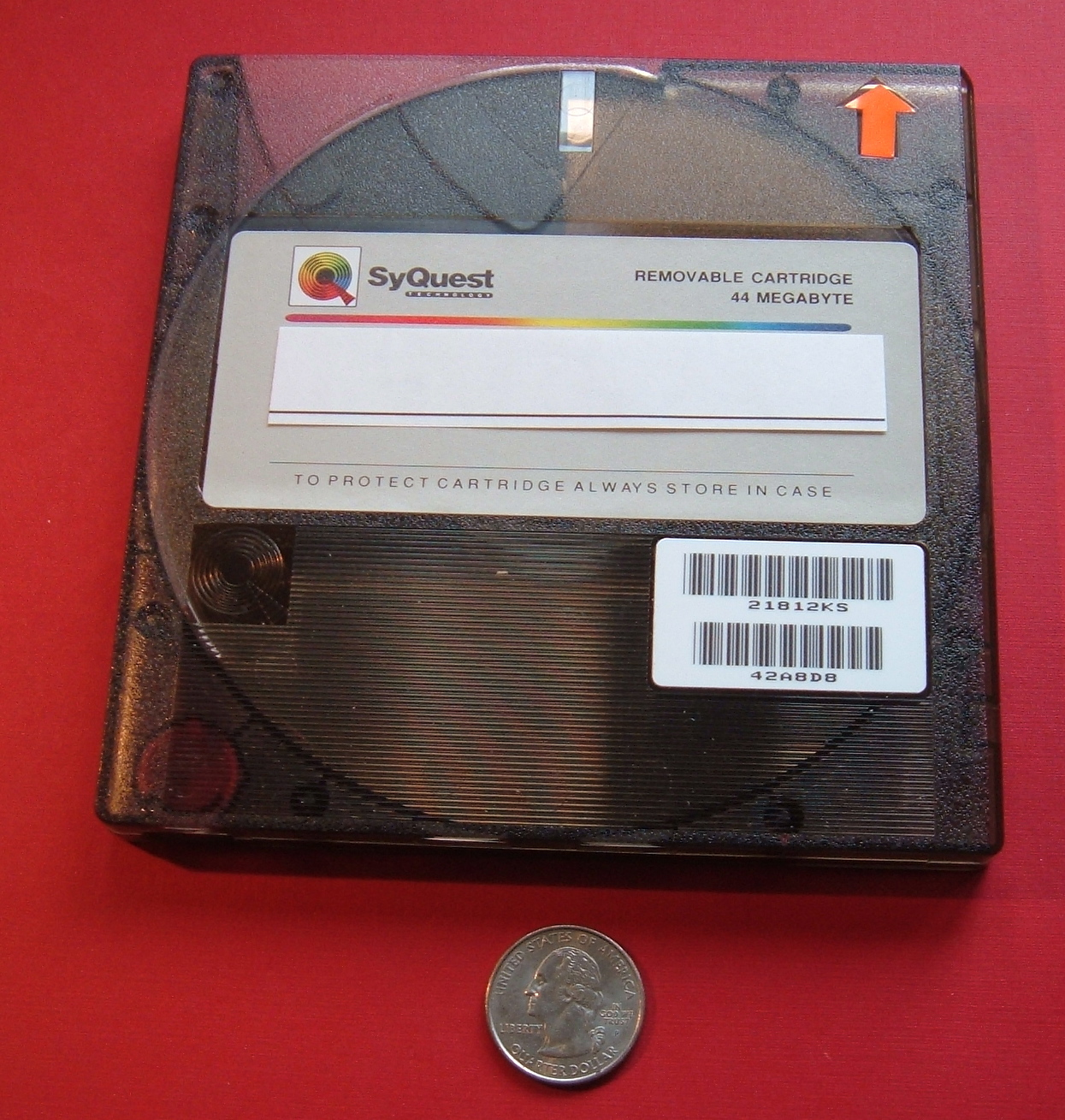
SyQuest 44 MB removable disk cartridge.

شركة «كويست س» للتكنولوجيا (بالإنجليزية:  SyQuest Technology)‏ تعرف الآن باسم SYQT. تشارك منذ وقت مبكر في سوق القرص الثابت القابلة للإزالة لأجهزة الكمبيوتر الشخصية. بدأت الشركة بالعمل عام 1982، وقد أسسها «سيد افتخار» الذي كان يعمل مسبقاً في شركة سيغيت، سميت بهذا الاسم المختصر للسبب نفسه بعد اجتماع الشركة حيث تقرر أن "SyQuest" يجب أن يكون اسم اختصار ل «كويست س» حيث كانت المنتجات التي يمكنها إنتاجها في اقرب فرصة هي محركات الأقراص الصلبة القابلة للإزالة 3,9 (100mm) وهي محركات الأقراص الصلبة القابلة للصدمات القوية وأيدت أي بي إم الاختصار وطبقته بشكل إلزامي لإنتاج بعض محركات الأقراص الثابتة في وقت مبكر ويبدو أن تصنيف محركات سيغيت، وخصوصاً عندما يقارنه المرء مع محرك أقراص وقدرته على استرداد هذه البيانات باستخدام هذا الجدول المنتج.

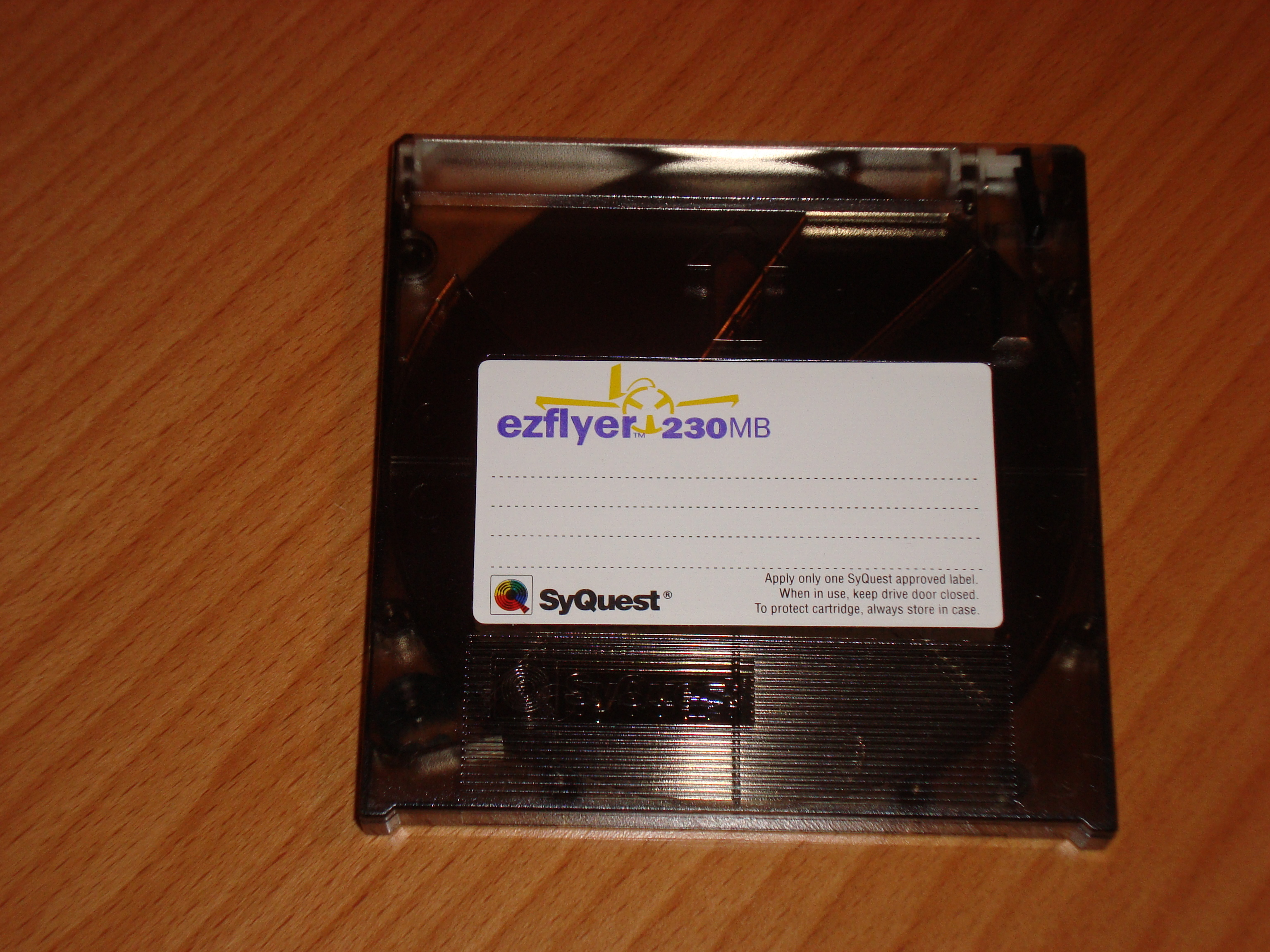
خرطوشة كويست س - ايزفلاير الـ 230

لسنوات عديدة كان «كويست س» الوسيلة الأكثر شعبية والواسعة الانتشار لنقل وثائق الناشر المكتبي إلى الطابعات. «كويست س» وكانت تسوق منتجاتها كما أنها كانت قادرة على إعطاء مستخدمي الكمبيوتر الشخصي وسيلة لا نهاية لها من حيث مساحة القرص الصلب لتطبيقات البيانات المكثفة مثل الناشر المكتبي، وشبكة الإنترنت وإدارة المعلومات، قبل الصحافة، والوسائط المتعددة والصوت والفيديو والتصوير الرقمي والنسخ الاحتياطي السريع، وتبادل البيانات والأرشفة، جنباً إلى جنب مع أمن البيانات السرية وسهولة الحمل عن المكتب والاحتفاظ بالأصول.

## التأريخ
بعد عام 1995 لم تبل بلاء حسنا في السوق. بدأت «كويست س» في أعمال الناشر المكتبي الأساسية للعملاء على نحو متزايد لاستخدام قرص لوسائل الإعلام وبروتوكول نقل الملفات لنقل الملفات، في حين ان شركة وميجا تخصصت في كود المحركات وسيطرت على قطاع الشركات الصغيرة والاستخدامات المنزلية (سوهو) في السوق. انخفضت المبيعات خلال الفترة 1995 حتى 1997 المبيعات، مما أدى إلى سلسلة من الخسائر في الربع الأول من عام 1997 تم تخفيض هذه الخسائر إلى 6.8 مليون دولار مع زيادة الإيرادات الصافية إلى 48.3 مليون دولار. هذا بالمقارنة مع خسارة صافية قدرها 33.8 مليون دولار، أو 2,98 $ للسهم الواحد، على عائدات صافية قدرها 78700000 دولار للفترة نفسها من العام السابق.
قدمت شركة «كويست س» إعلان إفلاس في أواخر عام 1998، وتم شراؤها في وقت لاحق وأجزاء من الشركة من قبل شركة أوميجا في كانون الثاني / يناير 1999. احتفظ «كويست س» بحقوق البيع لمخزونها المتبقي بشرط إعادة تسمية أنفسهم «كويست س» من أجل مواصلة العمليات. لسنوات عدة لاحقة، وتباع على موقع ويب في www.SYQT.com محركات الأقراص ووسائط الإعلام، وقدمت تنزيلات في البرامج لدعم هذه المنتجات. بتاريخ 22 يناير 2009 وموقع ويب لم يعد موجود.
وكان من الأسباب الهامة للخسائر قضايا الجودة في سلسلة من المنتجات، بما في ذلك محرك SparQ ومحركات SyJet، التي تسببت في عدد كبير من الخلل في محركات الأقراص في غضون أشهر قليلة من العملية الأولية.

## المنتجات
وشملت خط "كويست س" من المنتجات مثل هذه الأجهزة على النحو التالي: (إن 5,25 "محركات الأقراص القابلة للإزالة خرطوشة مع 44MB، 88MB، وكانت تستخدم في الغالب 200MB على أنظمة ماكنتوش من خلال واجهة السكازي).
- SQ306RD drive/SQ100 خرطوشة. 5MB باستخدام ترميز تشكيل التردد المعدل.
- SQ312RD drive/SQ200 خرطوشة (SyQuest استخدام الرقم مرة أخرى لنموذج SQ200 محرك سطح المكتب في عام 1994). 10mb باستخدام ترميز تشكيل التردد المعدل.
- SQ319RD drive/SQ300 خرطوشة. 15mb باستخدام RLL الترميز (10mb باستخدام ترميز تشكيل التردد المعدل).
- SQ325F محرك الأقراص الثابتة. 25MB باستخدام ترميز تشكيل التردد المعدل. المواصفات: 612 اسطوانات، ورؤساء 4، لا إنتاجية، لا RWC، أسرع معدل الخطوة.
- SQ338F محرك الأقراص الثابتة. 38MB. يؤيد تشكيل التردد المعدل أو ترميز RLL. المواصفات: 615 اسطوانات، ورؤساء 6، إنتاجية RWC، أسرع معدل.
- SQ2542 حملة / خرطوشة—42MB 2,5 "سلسلة الأيوتا.
- SQ555 drive/SQ400 خرطوشة—44MB 5.25 "السكازي الداخلية كما تعودنا في Megafile أتاري في 44 (استعراض في مجلة أتاري آذار / مارس 1990) وتباع كجزء من RM45 أنظمة البريد مو—الوسائط القابلة للإزالة نظام التخزين.
- SQ5110 drive/SQ800 خرطوشة—88MB 5,25 "الداخلية السكازي متوافق مع خرطوشة SQ400.
- كان اسمه 200MB 5,25 "السكازي الداخلية إصدار سطح المكتب الخارجي للSQ5200C SQ200، وينبغي عدم الخلط مع نموذج في وقت سابق من خراطيش 44MB متوافق مع SQ200 SQ400 SQ800 وخراطيش—SQ5200C drive/SQ2000 خرطوشة.
- SQ3105 drive/SQ310 خرطوشة—105MB.
- SQ3270 drive/SQ327 خرطوشة—270MB. متوافق مع خرطوشة SQ310.
- EZ135 الملقب خرطوشة 135/EZ135 EZDrive—135MB 3,5 "محرك الأقراص القابلة للإزالة خرطوشة منافس لمحرك ضغط الكود البريدي لهذا كان متاحا في السكازي، بيئة تطوير متكاملة والإصدارات المنفذ المتوازي.
- EZFlyer الملقب EZFlyer 230 خرطوشة drive/EZ230—230MB 3,5 "محرك الأقراص القابلة للإزالة خرطوشة EZ135 متوافق وضع كما ترقية إلى EZ135.
- SyJet drive/SQ1500 خرطوشة—1.5GB محرك خرطوشة قابلة للإزالة. منافس لمحرك الأقراص Iomega في الجاز).
- SparQ محرك خرطوشة SparQ / -- 1.0GB 3,5 "محرك الأقراص القابلة للإزالة خرطوشة انخفاض تكلفة ميغابايت من SyJet.
- محرك البحث / القرص كويست—وهي 4.7GB القرص الصلب قابل للإزالة. بيان صحفي. مجلة بي سي التعريف. متاح لفترة قصيرة عام 1998.

## وصلات خارجية
- http://computing-dictionary.thefreedictionary.com/Syquest
- Interview Syed Iftikar (SyQuest member)

قالب:Hard disk drive manufacturers
تستند هذة المقالة على مواد من قاموس الحوسبة المجاني على الانترنت، وهو ترخيص تحت رخصة جنو للوثائق الحرة.